# Stéphane Lambese
Stéphane Lambese (Nogent-sur-Marne, 10 de maio de 1995) é um futebolista haitiano que atua como zagueiro. Atualmente defende o Paris Saint-Germain.